# لاس پیدراس، پورتوریکو
لاس پیدراس (به انگلیسی: Las Piedras) یک منطقهٔ مسکونی در ایالات متحده آمریکا است که در پورتوریکو واقع شده‌است.
 لاس پیدراس  ۳۸٬۶۷۵ نفر جمعیت دارد.